# Залив Терезы Клавенес
Залив Тере́зы Клавенес — залив моря Лаптевых, омывающий с востока берега северной оконечности полуострова Таймыр. Достигает в длину 40 км, в ширину до 16 км. На востоке отделён от залива Симса полуостровом Ласиниуса.
Наиболее углублённая в сушу часть залива отличается большим скоплением мелких островов и отмелями. Выход из залива с востока преграждают острова Вилькицкого и острова Комсомольской правды.
Берега преимущественно пологие, заболоченные, покрыты тундровой растительностью. В залив впадает несколько небольших рек, крупнейшая из которых — Гольцовая. Сам залив бо́льшую часть года покрыт льдами.
Побережье залива входит в участок «Полуостров Челюскин» Большого Арктического заповедника.

## История исследования
Залив впервые издалека увидел Василий Прончищев в августе 1736 года и ошибочно принял его за устье реки Таймыры. О существовании залива было известно экспедиции Харитона Лаптева в 1730-е годы.. Но, в отличие от многих других мест Таймыра, Лаптев этот залив не исследовал. В 1741 году берега залива при своем пути на север посетил Челюскин, но названия заливу не присвоил.
Залив по-настоящему был открыт и описан экспедицией Руаля Амундсена зимой 1918—1919 годов, которую он был вынужден провести недалеко от него, застрявши во льдах.
Залив был назван Амундсеном в честь его знакомой Терезы Клавенес, о личности которой не удалось найти никакой информации. По некоторым данным эта женщина возглавляла комитет в поддержку легендарного полярного судна «Фрам».